# Симфония-концерт для виолончели с оркестром
Симфония-концерт для виолончели с оркестром, op. 125 — одно из последних крупных сочинений С. С. Прокофьева. Концерт окончен в 1952 году. Впервые исполнен М. Л. Ростроповичем с Московским молодёжным оркестром под управлением С. Т. Рихтера 18 февраля 1952 года в Большом зале Московской консерватории.

## Краткая характеристика
Работа над музыкой началась в 1947 году с переделки виолончельного концерта op. 58, написанного Прокофьевым в 1938 году для Г. П. Пятигорского и признанного виолончелистами «неиграбельным», то есть невыигрышным для исполнителя. Композитор не был удовлетворён сочинением и решил почти полностью переписать его, несмотря на успешное исполнение в 1940 году в Бостоне. В процессе переделки при активном участии с 1950 года М. Л. Ростроповича сочинение переросло рамки «второй редакции» и, в конечном итоге, вылилось в 1952 году в самостоятельное крупное сочинение с присвоением отдельного нового номера опуса. Объём партитуры нового сочинения почти вдвое превысил исходник. На премьере сочинение было анонсировано как Второй концерт для виолончели. После премьеры Прокофьев ещё раз отредактировал своё сочинение (в основном, в сторону большей эффектности оркестровки) и поменял его заголовок на нынешний. Структура Второго концерта в крупном плане аналогична структуре Первого концерта, с изменением в третьей части, которая в Первом концерте была названа «Темой с вариациями», а во Втором — Andante con moto, хотя по существу, это тоже вариации, но не на одну, а на две темы (так называемые двойные вариации) — одна из них лирическая, вторая — скерцозная.
Согласно биографу Прокофьева И. Г. Вишневецкому, вторая тема содержала цитату из популярной песни одного из гонителей Прокофьева В. Г. Захарова «И кто его знает, чего он моргает…», изложенную скерцозно, с намеренными искажениями мелодического контура. На предварительном прослушивании Концерта Захаров (в то время ответственный чиновник Союза композиторов СССР) опознал свою песню. Разразился скандал, после чего Прокофьев был вынужден заменить тему Захарова собственной (вальсовой, ассоциативно нейтральной) темой.

## Части
Общая продолжительность произведения 36—40 минут
I. Andante

II. Allegro giusto

III. Andante con moto

## Рецепция
К началу XXI века Симфония-концерт Прокофьева — стандартная часть виолончельного репертуара. Симфония-концерт относится к сочинениям высшей сложности и требует от виолончелиста серьёзной технической подготовки. В дискографии Симфонии-концерта — 4 записи Ростроповича: с К. Зандерлингом (1954), М. Сарджентом (1957, первая зарубежная запись сочинения), Г. Н. Рождественским (1964) и С. Одзавой (1987). Среди других известных исполнителей Йо-Йо-Ма, М. Майский, Л. Харрелл, А. Рудин, Г. Капюсон. Финал концерта ныне как правило исполняется в оригинальной редакции (с темой из песни В. Захарова), редко (Т. Мёрк, 1997) — в редакции Ростроповича (без песенной темы).
В западной исполнительской практике сочинение иногда именуется на итальянский манер Sinfonia concertante.

## Комментарии
1. ↑  Единственное публичное выступление Рихтера в качестве дирижёра симфонического оркестра.
2. ↑  Аудиозапись премьерного исполнения не сохранилась.
3. ↑  Вишневецкий И. Сергей Прокофьев. М., 2009, с. 656—657.